# Actipan, Caltepec
Actipan är en ort i Mexiko.   Den ligger i kommunen Caltepec och delstaten Puebla, i den sydöstra delen av landet, 220 km sydost om huvudstaden Mexico City. Actipan ligger 1 965 meter över havet och antalet invånare är 115.
Terrängen runt Actipan är kuperad. Runt Actipan är det mycket glesbefolkat, med 5 invånare per kvadratkilometer. Närmaste större samhälle är Zaragoza, 9,0 km norr om Actipan. I omgivningarna runt Actipan växer huvudsakligen savannskog.